# Kit de développement de jeu
Vous pouvez aider à l'améliorer ou bien discuter des problèmes sur sa page de discussion.
- La traduction est incomplète. (Marqué depuis mai 2025)

Les kits de développement de jeux vidéo sont du matériel informatique et du logiciel spécialisés utilisés pour créer des jeux vidéo pour consoles de jeu. Ils peuvent être appairés avec d'autres outils de développement de jeux vidéo, des licences de moteurs de jeu spéciales, et d'autres middleware pour faciliter le développement de jeux vidéo. Ces appareils ne sont souvent pas disponibles au public et requièrent des développeurs de jeux vidéo la signature d'un accord de confidentialité avec le fabricant,.